# Saucier + Perrotte Architectes
 (février 2021).
Si vous disposez d'ouvrages ou d'articles de référence ou si vous connaissez des sites web de qualité traitant du thème abordé ici, merci de compléter l'article en donnant les références utiles à sa vérifiabilité et en les liant à la section « Notes et références ».
Saucier + Perrotte Architectes est une firme d'architectes basée à Montréal et créée en 1988 par les architectes Gilles Saucier et André Perrotte.

## Reconnaissances
La firme Saucier + Perrotte Architectes est spécialisée dans la construction d’édifices pour des organismes culturels et institutionnels.
Celle-ci a remporté une quarantaine de prix et de médailles aussi bien au Canada qu’aux États-Unis. En voici quelques-uns : La Médaille du Gouverneur général en architecture en 1999 et 2002 pour la cinémathèque québécoise et le pavillon des Premières nations au Jardin botanique de Montréal, le prix d’excellence du Canadian Architect en 1994 et 1995 pour le Pavillon de musique Elizabeth Wirth de l’Université McGill de Montréal et la faculté de l'aménagement de l'Université de Montréal, ainsi qu'une série de prix pour les édifices du New College et du Cégep Gérald-Godin à Sainte-Geneviève.
Le 4 novembre 2014, le tout premier prix Ernest-Cormier a été remis à Gilles Saucier et André Perrotte.